# Kungliga slottet i Bryssel
Kungliga slottet i Bryssel (Nederländska: Koninklijk Paleis van Brussel [ˈkoːnɪŋklək paːˈlɛis fɑm ˈbrʏsəl], Franska: Palais Royal de Bruxelles, Tyska: Königlicher Palast von Brüssel) är ett slott i Bryssel i Belgien. Slottet är officiellt säte för Belgiens monarki. 

## Funktion
Medan Laekens slott är kungafamiljens privatbostad, är Kungliga slottet i Bryssel monarkins officiella arbetsplats; det är där monarkens och hovfunktionärernas kontor finns, och det är där officiella mottagningar och ceremonier äger rum. Slottet ligger i Bryssels centrum framför Bryssels park. 

## Historik
Ursprungligen låg det jättelika palatset Coudenberg på samma plats där Kungliga slottet nu ligger. Coudenberg var ett centrum för regenterna i området från medeltiden fram till att det brann ned år 1731. 
Ruinerna efter Coudenberg röjdes undan 1775-1782 när torget Place Royale lades ut, och den nuvarande Bryssel-parken designades där Coudenberg-palatsets park hade legat. På ena sidan om parken uppfördes ett nytt palats för regenten, Karl av Lothringens palats, och på andra sidan uppfördes 1783 två mindre palatsliknande bostäder; det ena för olika ämbetsmän och det andra för abboten för Coudenberg kloster. 
När området blev en del av Nederländerna efter Napoleons nederlag, blev de två husen från 1783, abbotens hus och ämbetsmännens hus, hopbyggda till en enda stor byggnad, som bildade ett palats. Det blev grunden till det nuvarande Kungliga slottet, som stod färdigt 1823. Belgiens monarker föredrog att bo i Laekens slott och använde Kungliga slottet till officiella mottagningar. Slottet fick sitt nuvarande utseende efter omfattande utbyggnader 1904-1934. 